# Шваара
Шваара (нім. Schwaara) — громада в Німеччині, розташована в землі Тюрингія. Входить до складу району Грайц. Складова частина об'єднання громад Ам-Браметаль.
Площа — 3,56 км2. Населення становить 130 ос. (станом на 31 грудня 2021).

## Галерея

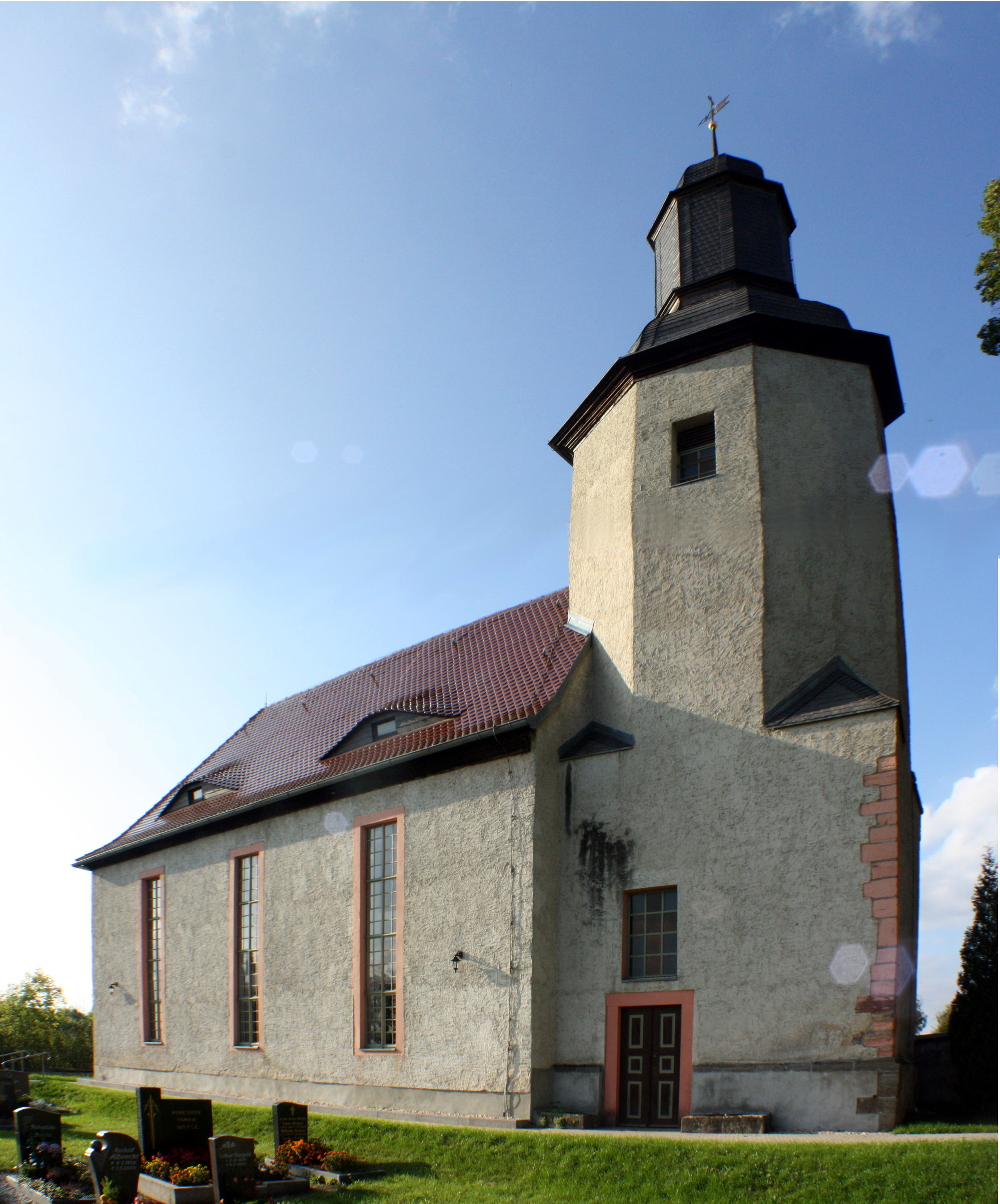